# روبرت جاسنك
روبرت جاسنك (بالهولندية: Robert Gesink)‏ مواليد 31 مايو 1986 في هولندا، هو دراج هولندي في صنف سباق الدراجات على الطريق. شارك في دورة الألعاب الأولمبية الصيفية.

## سجل النتائج

### سباقات أو مراحل فاز بها
| التاريخ        | السباق                              | المركز                                                                   |
| -------------- | ----------------------------------- | ------------------------------------------------------------------------ |
| 19 فبراير 2006 | فولتا الغارف 2006                   |                                                                          |
| 09 أغسطس 2006  | طواف أين 2006                       | الثاني في تصنيف أفضل شاب                                                 |
| 09 سبتمبر 2006 | تور دي أفينير 2006                  |                                                                          |
| 01 يناير 2007  | فولتا ليمبورغ الكلاسيكي 2007        | العاشر في التصنيف العام                                                  |
| 25 فبراير 2007 | طواف كاليفورنيا 2007                |                                                                          |
| 04 مارس 2007   | طواف ألميريا 2007                   | التاسع في التصنيف العام                                                  |
| 18 أغسطس 2007  | دويتشلاند تور 2007                  |                                                                          |
| 15 سبتمبر 2007 | طواف بولندا 2007                    | الثاني في التصنيف العام                                                  |
| 24 فبراير 2008 | طواف كاليفورنيا 2008                | التاسع في التصنيف العام                                                  |
| 16 مارس 2008   | باريس-نايس 2008                     | الأول في تصنيف أفضل شاب، الرابع في التصنيف العام                         |
| 12 أبريل 2008  | طواف إقليم الباسك 2008              | المرتبة 12 في التصنيف العام                                              |
| 10 أكتوبر 2009 | طواف إيميليا 2009                   | الفائز في التصنيف العام                                                  |
| 16 مارس 2010   | تيرينو ادرياتيكو 2010               | الأول في تصنيف أفضل شاب، الخامس في التصنيف العام، الثامن في تصنيف النقاط |
| 12 سبتمبر 2010 | جائزة مونتريال الكبرى للدراجات 2010 | الفائز في التصنيف العام                                                  |
| 09 أكتوبر 2010 | طواف إيميليا 2010                   | الفائز في التصنيف العام                                                  |
| 20 فبراير 2011 | طواف عمان 2011                      | الفائز في التصنيف العام                                                  |
| 15 مارس 2011   | تيرينو ادرياتيكو 2011               | الأول في تصنيف أفضل شاب، الثاني في التصنيف العام                         |
| 20 مايو 2012   | طواف كاليفورنيا 2012                | الفائز في التصنيف العام                                                  |
| 01 يناير 2013  | تروفيو سيرا دي ترامونتانا 2013      |                                                                          |
| 13 سبتمبر 2013 | جائزة كيبيك الكبرى للدراجات 2013    | الفائز في التصنيف العام                                                  |

## وصلات خارجية
- الموقع الرسمي

## روابط خارجية
- روبرت جاسنك على موقع الاتحاد الدولي للدراجات (الإنجليزية)
- روبرت جاسنك على موقع أرشيف الدراجات (الإنجليزية)
- روبرت جاسنك على موقع إحصائيات الدراجات الإحترافية (الإنجليزية)
- روبرت جاسنك على موقع نسبة الدراجات (الإنجليزية)
- روبرت جاسنك على موقع CycleBase (الإنجليزية)
- روبرت جاسنك على موقع أوليمبيديا (الإنجليزية)